# Homozeugos gossweileri
Homozeugos gossweileri är en gräsart som beskrevs av Otto Stapf. Homozeugos gossweileri ingår i släktet Homozeugos och familjen gräs. Inga underarter finns listade i Catalogue of Life.